# Golden League 2007
Golden League 2007 innehöll följande tävlingar
- 15 juni Bislett Games
- 6 juli Meeting Gaz de France
- 13 juli Golden Gala Rom
- 7 september Weltklasse Zürich
- 14 september Memorial van Damme
- 16 september ISTAF

## Resultat 2007

### Herrar
| Gren       | Bislett Games Bergen       | Meeting Gaz de France Paris | Golden Gala Rom          | Weltklasse Zürich Zürich | Memorial van Damme Bryssel    | ISTAF Berlin                  |
| 100 m      | Asafa Powell, JAM          | Derrick Atikins, BAH        | Asafa Powell, JAM        | Francis Obikwelu, POR    | Asafa Powell, JAM             | Jaysuma Saidy Ndure, NOR      |
| 1 500 m    | Brimin Kiprop Kipruto, KEN | Alan Webb, USA              | Adil Kaouch, MAR         | Mehdi Baala, FRA         | Daniel Kipchirchir Komen, KEN | Daniel Kipchirchir Komen, KEN |
| 110 m häck | Anwar Moore, USA           | Dayron Robles, CUB          | Anwar Moore, USA         | Dayron Robles, CUB       | Dayron Robles, CUB            | Allen Johnson, USA            |
| Tresteg    | Phillips Idowu, GBR        | Christian Olsson, SWE       | Christian Olsson, SWE    | Walter Davis, USA        | Walter Davis, USA             | Aarik Wilson, USA             |
| Spjut      | Tero Pitkämäki, FIN        | Tero Pitkämäki, FIN         | Andreas Thorkildsen, NOR | Andreas Thorkildsen, NOR | Tero Pitkämäki, FIN           | Tero Pitkämäki, FIN           |

### Damer
| Gren       | Bislett Games Bergen   | Meeting Gaz de France Paris | Golden Gala Rom        | Weltklasse Zürich Zürich | Memorial van Damme Bryssel | ISTAF Berlin           |
| 100 m      | Stephanie Durst, USA   | Torri Edwards, USA          | Torri Edwards, USA     | Christine Arron, USA     | Veronica Campbell, JAM     | Carmelita Jeter, USA   |
| 400 m      | Sanya Richards, USA    | Sanya Richards, USA         | Sanya Richards, USA    | Sanya Richards, USA      | Sanya Richards, USA        | Sanya Richards, USA    |
| 100 m häck | Michelle Perry, USA    | Michelle Perry, USA         | Michelle Perry, USA    | Susanna Kallur, SWE      | Susanna Kallur, SWE        | Susanna Kallur, SWE    |
| Höjdhopp   | Jelena Slesarenko, RUS | Blanka Vlašić, CRO          | Blanka Vlašić, CRO     | Blanka Vlašić, CRO       | Blanka Vlašić, CRO         | Blanka Vlašić, CRO     |
| Stavhopp   | Jelena Isinbajeva, RUS | Jelena Isinbajeva, RUS      | Jelena Isinbajeva, RUS | Jelena Isinbajeva, RUS   | Jelena Isinbajeva, RUS     | Jelena Isinbajeva, RUS |

Vid tävlingen Meeting Gaz de France skedde en präktigt arrangörsmiss då man var för tidig med att signalera för ett varv kvar i det manliga loppet över 3000 meter hinder. Paul Kipsiele Koech trodde att han hade kommit i mål som segrare och påbörjade sitt ärevarv när det i själva verket återstod ett varv. Enligt svensk massmedia (SVT, SVD mfl) skulle grenen strykas men officiella resultat finns med på IAAF.org. (2007-07-08)